# جان أولي سيفرز
جان اولي سيفرز (مواليد 16 فبراير 1995) هو لاعب كرة قدم ألماني.

## وصلات خارجية
- جان أولي سيفرز على موقع رابطة كرة القدم اليابانية للمحترفين (اليابانية)
- جان أولي سيفرز على موقع قاعدة بيانات كرة القدم.إي يو (الإنجليزية)
- جان أولي سيفرز على موقع Soccerway.com (الإنجليزية)
- جان أولي سيفرز على موقع عالم كرة القدم.نت (الإنجليزية)